# Saint-Jory-de-Chalais
Saint-Jory-de-Chalais é uma comuna francesa na região administrativa da Nova Aquitânia, no departamento Dordonha. Estende-se por uma área de 31,58 km². Em 2010 a comuna tinha 633 habitantes (densidade: 20 hab./km²).